# Drino amicula
Drino amicula là một loài ruồi trong họ Tachinidae.